# Ken Russell
Henry Kenneth Alfred Russell (Hampshire, Inglaterra, 3 de julio de 1927-Hampshire, 27 de noviembre de 2011), más conocido como Ken Russell, fue un director de cine británico, conocido por sus películas sobre famosos compositores.

## Biografía

### Primeros trabajos
Russell nació en Southampton, y fue educado en Walthamstow y en Pangbourne College. Sirvió en la Royal Air Force y en transporte marítimo, y finalmente trabajó en televisión después de pequeños trabajos en baile y fotografía.
Su lista de fotografías documentales fueron publicadas en la revista Picture Post el verano de 1955, y continuó trabajando como fotógrafo independiente para documentales hasta 1959. Tras 1959, las películas de aficionado (sus documentales sobre el movimiento del Cine Libre, y su corto Amelia y el Angel de 1958) le aseguraron un puesto de trabajo en la BBC, donde trabajó de forma regular desde 1959 hasta 1970, realizando documentales sobre arte para los programas Monitor y Omnibus.

### Década de los 60
Los 60 fueron quizá la década artísticamente más rica del director. Entre sus trabajos más conocidos a partir de ese periodo destacan Elgar (1962), The Debussy Film (1965), Isadora Duncan, the Biggest Dancer in the World (1967), y Song of Summer (Delius) (1968). La película de Elgar fue innovadora porque era la primera vez que un programa de arte (Monitor) mostraba una película de larga duración sobre una figura artística en vez de cortos, y también era la primera vez que se usaban representaciones. La película incluye secuencias de un joven Elgar montando en su bicicleta sobre Malvern Hills acompañado por Introduction & Allegro para orquesta de Elgar. Russell ha dicho que tenía una empatía particular con la música de Elgar porque, como el compositor, él es católico.
Sus películas para televisión se hicieron cada vez más ostentosas y extravagantes: The Debussy Film comienza con una escena en la que a una mujer le disparan flechas (una referencia a El Martirio de San Sebastian de Claude Debussy). Mientras que en la película "Danza de los Siete Velos" (1970), un "tebeo de siete partes sobre la vida de Richard Strauss", causó tal escándalo que se hicieron preguntas en el Parlamento del Reino Unido, y la familia Strauss retiró todos los derechos de música e impuso una prohibición mundial a la película que continúa al día de hoy. En 2005 la familia Strauss intervino para impedir que la película fuera exhibida en un festival sobre el cine de Russell en Holanda. Aunque la mayoría de sus películas para la BBC eran sobre músicos, su película más influyente fue sobre el Arte Pop, llamada Pop Goes the Easel (1962). Realizada en un estilo que reflejaba los trabajos artísticos de Peter Blake, Pauline Boty y otros, y conteniendo secuencias asombrosas que transportaban al espectador a la mente de los artistas, influyó a todo el que era alguien en el cine británico de los años 60, particularmente a Stanley Kubrick (quien posteriormente dirigiría La naranja mecánica, que es artísticamente similar a algún trabajo de Russell, y fue originalmente ideada para ser dirigida por Russell) y Lindsay Anderson. La primera película característica de Russell fue French Dressing (1963), una comedia basada en Y Dios creó a la mujer de Roger Vadim; su fracaso crítico y comercial lo devolvieron a la BBC. Su segundo trabajo para la gran pantalla fue un ciclo del espía Harry Palmer, del autor Len Deighton, Billion-Dollar Brain (1967), visualmente una obra maestra que sólo recientemente comenzó a atraer la alabanza crítica que se merece.

### Década de los 70 y la controversia
La película de Ken Russell Women in Love (1969), basada en la novela de D. H. Lawrence, ganó un Oscar por Glenda Jackson y rompió el tabú del cine sobre la desnudez frontal masculina. Y lo que es más importante, fue la tercera película con mayores beneficios económicos del año en Reino Unido, y puso a Russell en una cadena de películas de tema adulto que fueron tan controvertidas como exitosas. En los años 70 tuvo cinco números 1 en la "British box office" y estuvo más semanas en el número 1 que cualquier otro director con la sola excepción de Guy Hamilton (quien dirigió tres películas de James Bond durante la década). El primer número 1 de Russell de la década de los 70 fue The Music Lovers (1970), en España "Pasión de vivir", una biografía de Chaikovski, la cual fue inusual ya que usó la música del compositor para contar la historia de su vida, siendo aclamada por André Previn. Al año siguiente, Russell hizo The Devils, una película tan controvertida que sus partidarios, la compañía estadounidense Warner Brothers, rehusó estrenarla sin censura. Inspirado por el libro de Aldous Huxley The Devils of Loudun y usando material de John Whiting, lanzó al estrellato a Oliver Reed quien protagonizó a un sacerdote noble al pie de una iglesia y estado corruptos. En Estados Unidos, la película, que ya había sido recortada por la distribuidora en Reino Unido (y consiguió los primeros puestos durante ocho semanas) fue censurada. Nunca ha sido emitida de forma original en Estados Unidos.
Russell continuó con un remake del musical The Boy Friend, en el que la super modelo Twiggy ganó dos Premios Globo de Oro por su actuación: una por la Mejor Actriz en comedia musical, y una por mejor Actriz Revelación. La película fue recortada, censurando dos números musicales para la emisión estadounidense, donde incomprensiblemente no tuvo gran éxito. Continua emitiéndose en su versión original en los cines europeos. Russell proporcionó la mayor parte de la financiación para Savage Messiah, una biografía del artista Henri Gaudier-Brzeska, y proporcionó al productor David Puttnam para Mahler, una película que hizo de Robert Powell un nombre conocido.
En 1975, Russell alcanzó un hit de dimensiones asombrosas. Su versión cinematográfica de la ópera rock de The Who, Tommy, protagonizada por Roger Daltrey, Ann-Margret, Oliver Reed, Elton John, Tina Turner, Eric Clapton, y Jack Nicholson, ocupó el número uno durante catorce semanas. Para adaptar la ópera rock a la gran pantalla, Russell tuvo al compositor Pete Townshend, añadió algunos números nuevos para llenar la historia y cambió un detalle clave en el traumático asesinato que Tommy presencia (provocando que se quede ciego, sordo y mudo). Dos meses antes de que Tommy fuera emitida (en marzo de 1975), Russell comenzó a trabajar en Lisztomania (1975), otro vehículo para Roger Daltrey, y para el músico de rock progresivo Rick Wakeman. Uno de los objetivos de Russell era explorar el poder de la música para lo bueno y lo malo. En la película, la música de Franz Liszt es robada por Richard Wagner quien, en sus óperas, pone delante el tema del Übermensch (superhombre o suprahombre), una filosofía y una música que llevó Adolf Hitler (un tema similar fue expresado en la película censurada de Russell de 1970, Danza de los Siete Velos). En Lisztomania, Daltrey (como Liszt) debe oponerse a Wagner quien se ha convertido en un vampiro, interpretado por Paul Nicholas. El final de la película, Liszt volviendo del Cielo en una nave espacial propulsada por las energías de las mujeres fallecidas de su vida, para vaporizar al monstruoso Wagner, es uno de los más raros de todo el cine. Tommy y Lisztomania fueron importantes para incrementar las mejoras de sonido en los años 70. Fueron las primeras películas en ser emitidas con pistas de audio codificadas en Dolby. La participación de estas dos películas de Russell en este trabajo pionero puede ser atribuido en parte a este interés especial en la música y su localización en el Reino Unido, donde se centró el trabajo de desarrollo sobre Dolby. En Reino Unido Lisztomania estuvo en el número 1 durante dos semanas en noviembre de 1975 cuando Tommy aún estaba dentro de los cinco primeros puestos de la lista. La siguiente película de Russell, Valentino (1977), también se mantuvo en lo alto de la lista durante dos semanas, pero no fue un éxito en Estados Unidos.

### Década de los 80
El esfuerzo de 1980 de Russell, Altered States, fue una salida tanto de sus géneros como en su tono habitual, en su única incursión en la ciencia ficción, y contiene relativamente pocos elementos de sátira y caricatura. Trabajando desde el guion de Paddy Chayefsky (y basado en su novela), Russell usó su afición por elaborar efectos visuales para trasladar la historia alucinante de Chayefsky al cine. La película fue también significativa por tener una de las bandas sonoras más complejas, pulidas y poderosas creadas para una película de la época, por la cual fue nominada a los Oscar John Corigliano, más conocido como un compositor de música contemporánea. La película tuvo un éxito financiero moderado. Uno de los mayores detractores de la película fue el mismo Paddy Chayefsky, que dejó el proyecto poco después de que comenzara la filmación, y solicitó antes de la emisión de la película que su nombre fuera sustituido por el de "Sidney Aaron", que en realidad era su propio nombre de nacimiento.
La última película estadounidense de Russell fue Crimes of Passion (1984), en la que regresa a sus principales temas de sexo y religión, enfrentando a una prostituta interpretada por Kathleen Turner con un falso predicador de la calle interpretado por Anthony Perkins. Incapaz de cumplir con el conservadurismo artístico de Hollywood, Russell volvió a Europa, encontrando financiación de varias empresas independientes. Gothic (1986) fue un tratamiento típicamente histérico de Lord Byron y la creación de la historia que se convirtió en Frankenstein.
En 1988 Russell sacó a la luz dos películas: la parodia de los films de la compañía británica Hammer Productions, La guarida del gusano blanco, y Salome's Last Dance. Esta última lo reúne con la estrella de Women in Love, Glenda Jackson. Después Russell volvió a D.H. Lawrence para el que hasta ahora ha sido su último proyecto personal para el cine, una adaptación de The Rainbow, emitida en 1989.
En 1989, Russell dirigió el famoso vídeo musical de Elton John, Nikita, y vídeos para Cliff Richard, Sarah Brightman, y la canción It's All Coming Back to Me Now de la banda Pandora's Box.

### Década de 1990
En la película de 1990 The Russian House, protagonizada por Sean Connery y Michelle Pfeiffer, Russell hizo una de sus primeras apariciones, retratando a Walter, un homosexual británico que trabaja como oficial de inteligencia inglés junto a la CIA.
Durante los primeros años de los 90, la notoriedad de Russell había atraído tanto la atención de los medios de comunicación que llegó a ser considerado incapaz de trabajar en el cine. Russell confió en sus propios fondos para seguir haciendo películas. Mucho de su trabajo desde 1990 fue realizado para televisión, y contribuyó regularmente en The South Bank Show. Prisoner of Honor (1991) fue el último trabajo de Russell con Oliver Reed; su última película con Glenda Jackson fue The Secret Life of Arnold Bax (1992). Mindbender (1996) fue descartado por la crítica como mera propaganda fílmica para el mentalista Uri Geller, y Tracked (1998) era irreconocible como película de Russell, pasando también desapercibida.

### Década de 2000
Russell tuvo un cameo en la adaptación de 2006 de la novela de Brian Aldiss Brothers of the Head por los directores de Lost in La Mancha. También tuvo un cameo en 2006 en Colour Me Kubrick. Dirigió una parte de la antología de horror Trapped Ashes (2007) el cual también incluye partes dirigidas por Sean S. Cunningham, Monte Hellman, y Joe Dante. Además pre-produjo dos películas: The Pearl of the Orient and Kings X.
Esfuerzos como The Lion's Mouth (2000) y The Fall of the House of Usher (2002) tuvieron pobres resultados y limitada distribución. Desde 2004 Russell estuvo visitando Newport Film School en la Universidad de Gales. Una de sus muchas tareas fue aconsejar a los estudiantes acerca de la realización de sus películas de graduación. También presentó "Finest Film Awards" en junio de 2005 (para los cineastas graduados de Newport). En abril de 2007, Russell enseñó en la Universidad de Southampton, donde tuvo un papel similar al que tenía en la Newport Film School. Su llegada se celebró con la emisión de un raro corte del director de The Devils. Russell trabajó allí hasta marzo de 2008, año en que estrenó Invasion of the Not Quite Dead.
Russell trabajó hasta su muerte, el 27 de noviembre de 2011, en la producción de su primera película de larga duración en casi 5 años, Moll Flanders, una adaptación de la novela de Daniel Defoe, protagonizado por Lucinda Rhodes-Flaherty y Barry Humphries.

## Libros
Russell escribió libros sobre el rodaje y sobre la industria cinematográfica británica; una autobiografía de 1989 brillante e ingeniosa titulada A British Picture:  An Autobiography (publicado en los Estados Unidos como Altered States:  The Autobiography of Ken Russell). También publicó cinco novelas, tres sobre las vidas sexuales de compositores - Frederick Delius, Johannes Brahms y Ludwig van Beethoven; una de ciencia ficción rescribiendo Genesis. Su última novela, publicada en 2006 se llamó Violation. Es una historia de un futuro violento donde el fútbol se ha convertido en una religión nacional.

## Celebrity Big Brother 5
Russell se unió a  Gran Hermano VIP 5 el 3 de enero de 2007, al principio de la temporada, y voluntariamente abandonó el siguiente domingo (7 de enero), después de un altercado con Jade Goody. Cuando entró en la casa, cantó la canción "Cantando bajo la lluvia"; su entrada fue inusual y fue acompañado hacia el interior de la casa por Davina McCall.
El 7 de enero, el episodio de Gran Hermano VIP reveló que Russell tomó la decisión de dejar la casa, citando la dificultad de trato que había con la llegada de Jade Goody y su familia. La causa del argumento entre Goody y Russel era la tarea que tenía impuesta por el show. Ken Russell abandonó la casa de Gran Hermano durante la tarde del 7 de enero, aún después de que él y Jade habían hecho una tregua. En una declaración él dijo: "No quiero vivir en una sociedad acribillada con el mal y el odio".
Durante su tiempo en Gran Hermano VIP salió a la luz que Russell una vez tuvo un cameo en un episodio de la popular serie británica EastEnders.

## Fotografía
En las etapas tempranas de su carrera, Ken Russell luchó para entrar en la industria cinematográfica. Antes de hacerlo, Russell disfrutó con la fotografía. Actualmente, hay exhibición mostrando algunos de sus trabajos en Proud Galleries en The Strand, Londres.
La exhibición, titulada Ken Russell's Lost London Rediscovered: 1951-1957, comenzó el 21 de agosto de 2007 e incluye sobre cincuenta imágenes de la colección personal de Russell. Como indica el título de la exhibición, las imágenes mostradas fueron tomadas en Londres y alrededores, principalmente en Portobello Road.

## Filmografía
- Elgar (1962)
- French Dressing (1964)
- The Debussy Film (1965)
- Billion-Dollar Brain (1967)
- Women in Love (1969)
- The Music Lovers (1970 )
- The Boy Friend (1971)
- The Devils (1971)
- Savage Messiah (1972)
- Mahler (1974)
- Tommy (1975)
- Lisztomania (1975)
- Valentino (1977)
- Altered States (1980)
- La pasión de China Blue (o Crimes of Passion) (1984)
- Gothic (1986)
- Aria (corto) (1987)
- The Lair of the White Worm (1988)
- Salome's Last Dance (1988)
- The Rainbow (1989)
- Whore (o If you Can't Say It, Just See It) (1991)
- Prisoner of Honor  (1991)
- Mindbender (1996)
- Tracked (o Dogboys) (1998)
- The Lion's Mouth (2000)
- The Fall of the House of Usher (2002)
- Invasion of the Not Quite Dead (2008)

## Premios y distinciones
Premios Óscar
| Año  | Categoría       | Película           | Resultado |
| ---- | --------------- | ------------------ | --------- |
| 1970 | Mejor dirección | Mujeres enamoradas | Nominado  |

Festival Internacional de Cine de Venecia
| Año  | Categoría                                           | Película     | Resultado |
| ---- | --------------------------------------------------- | ------------ | --------- |
| 1971 | Premio de la Crítica - Mejor película internacional | Los demonios | Ganador   |